# Neotanais rotermundiae
Neotanais rotermundiae is een naaldkreeftjessoort uit de familie van de Neotanaidae. De wetenschappelijke naam van de soort is voor het eerst geldig gepubliceerd in 2009 door Weigmann & Guerrero-Kommritz.